# 三刀屋久扶
三刀屋 久扶（みとや ひさすけ）は、戦国時代から安土桃山時代にかけての武将。尼子氏、毛利氏の家臣。出雲国の三刀屋城主。三刀屋頼扶の子。名前の別表記は三刀屋久祐。子には三刀屋孝扶。三刀屋弾正釜の所有者としても知られる。

## 出自
三刀屋氏の本姓は諏訪部氏と伝わっており、清和源氏満快流信濃源氏の一族とされている。諏訪部幸扶の子・諏訪部扶長が承久3年（1221年）9月に北条義時から出雲国飯石郡三刀屋郷にて地頭職に補せられたことから「三刀屋」の名字を名乗ったのが始まりとされる。三刀屋氏は出雲国に入ると、塩冶氏、山名氏、京極氏と従い、応仁の乱では出雲国守護・京極持清に従っている。

## 生涯
享禄元年（1528年）、父・頼扶より家督を継承。はじめ尼子氏に惣侍衆として仕え、禄は三刀屋本領6,785石を領した。
天文9年（1540年）、主君・尼子晴久に従って安芸国の毛利元就の拠る吉田郡山城攻めに参加するも、翌天文10年（1541年）に大内氏家臣・陶隆房の援軍に敗れ、晴久は出雲国へと撤退する。この大敗北に三刀屋氏は宍道氏（宍道隆慶）・三沢氏などと共に大内氏側に寝返るが、天文12年（1543年）、今度は大内義隆が尼子氏の月山富田城を攻め落とせず、これにより久扶は他の出雲国人衆とともに尼子氏へと帰参した。その後、晴久は出雲国内の家臣統制に力注ぎ、家臣達に偏諱を与えており、久扶も弘治3年（1557年）1月12日に偏諱を受け、これが名前の「久」の字に繋がっている。
久扶はしばらくは尼子氏に仕え、永禄元年（1558年）の忍原崩れでは毛利氏に大勝するなどしたが、永禄5年（1562年）、山吹城主本城常光が毛利氏に服属すると、同様に三沢為清・赤穴盛清らと共にこれに従った。居城・三刀屋城は毛利氏にとって重要な兵站拠点であったため、久扶はここをよく守り、永禄6年（1563年）には攻め寄せてきた尼子氏家臣の立原久綱を地王峠にて敗走させている。後に白鹿城攻め・第二次月山富田城攻めに参加、三沢為清・米原綱寛らとともに小早川隆景の傘下に入り、菅谷口の攻めの先鋒となっている。その後、月山富田城にておいて尼子氏は降伏する。
永禄12年（1569年）、山中幸盛らが尼子勝久を擁立し尼子再興軍を挙兵すると、尼子旧臣は続々と参加し久扶もこれに呼応しようとしたが、旧臣からこれまでの忠節のない行動から拒絶された。そのため、久扶は毛利家中に留まり吉川元春に従い私部城などで交戦、天正6年（1578年）の上月城の戦いに参加し尼子再興軍を滅ぼした。なお、久扶はこの頃に毛利輝元への忠誠を誓った起誓文を提出しているものの、軍役を拒否することもあり、独立した権限を持っていたようである。
天正14年（1586年）、毛利氏に従って小倉城の戦いに参加。肥後国人一揆を鎮圧するため、子である孝扶と共に出陣している。しかし、天正16年（1588年）に毛利輝元らが上洛した際に久扶も同行し、その際に徳川家康と面会したことで、主君・輝元から嫌疑を受け本領を没収され追放された。
その後は京に上り、天正19年（1591年）10月20日に四日市村にて死去した。